# Glenville (Virginia Occidentale)
Glenville è un comune degli Stati Uniti d'America, situato nello Stato della Virginia Occidentale, nella contea di Gilmer, della quale è il capoluogo.